# Tuffi ai campionati europei di nuoto 2014 - Piattaforma 10 metri sincro femminile
La competizione di tuffi dalla piattaforma 10 metri sincro femminile dei campionati europei di nuoto 2014 si è svolta in due fasi. Il turno preliminare, a cui hanno partecipato 3 coppie di atlete, si è svolto la mattina del 19 agosto. La finale si è tenuta nel pomeriggio dello stesso giorno.

## Medaglie
| Posizione | Atleta                                | Paese    |
| --------- | ------------------------------------- | -------- |
| Oro       | Ekaterina Petukhova Yulia Timoshinina | Russia   |
| Argento   | Maria Kurjo My Phan                   | Germania |
| Bronzo    | Villő Kormos Zsófia Reisinger         | Ungheria |

## Risultati
| Pos. | Atlete                                | Nazionalità | Eliminatorie | Eliminatorie | Finale | Finale |
| Pos. | Atlete                                | Nazionalità | Punti        | Pos.         | Punti  | Pos.   |
| ---- | ------------------------------------- | ----------- | ------------ | ------------ | ------ | ------ |
|      | Ekaterina Petukhova Yulia Timoshinina | Russia      | 303.39       | 2            | 314.70 | 1      |
|      | Maria Kurjo My Phan                   | Germania    | 305.67       | 1            | 290.01 | 2      |
|      | Villő Kormos Zsófia Reisinger         | Ungheria    | 280.68       | 3            | 279.48 | 3      |